# Ammophila fernaldi
Ammophila fernaldi är en biart som först beskrevs av Murray 1938.  Ammophila fernaldi ingår i släktet Ammophila och familjen grävsteklar. Inga underarter finns listade i Catalogue of Life.